# Deir Dibwan
Deir Dibwan, en arabe : دير دبوان, est une ville du gouvernorat de Ramallah et Al-Bireh en Palestine. Elle est située à l'est de Ramallah et au centre de la Cisjordanie.
Selon le recensement du bureau central palestinien des statistiques, la localité compte une population de 4 169 habitants en 2017.